# لي هوا-كيوم
لي يو يونغ (بالكورية: 이유영؛ من مواليد 23 يناير 1995)، المعروف مهنيًا باسم لي هوا كيوم (이화겸)، , تعرف بأسمها الفني يويونغ وهي مغنية ومغنية راب وراقصة وممثلة وعارضة أزياءكورية جنوبية ، عرفت بأنها قائدة الرقص وقائدة الراب ومغنية فرعية لفرقة الفتيات الكورية الجنوبية هيلو فينوس .

## مهنتها

### هيلو فينوس
صنعت ظهروها الأول كعضوة لفرقة الفتيات الكورية هيلو فينوس . أول نشاط لها كان في ترويج أول ألبوم مصغر للفرقة «فينوس» الذي صدر في 9 مايو 2012 , الألبوم يضم 4 أغاني كاملة مع أغنية فينوس التي صدرت كالأغنية الرئيسية في الألبوم. ، ترويج أغنية فينوس بدأ في 10 مايو 2012 في برنامج إمكاونت داون بدون العضوة يونجو. 

## فيلموغرافيا

### المسلسلات التيلفيزونية
| السنة | العنوان                   | الدور        | ملاحظات         |
| ----- | ------------------------- | ------------ | --------------- |
| 2012  | Take Care of Us, Captain  | ظهور         | مع كون نارا     |
| 2013  | Wonderful Mama            | جانغ غو إيون | ممثلة رئيسية    |
| 2013  | After School: Luck or Not | ظهور         | مع باقي العضوات |
| 2014  | Cunning Single Lady       | بي سونغ هي   | ممثلة رئيسية    |
| 2014  | Mother's Garden           | نا هيرين     | ممثلة رئيسية    |
| 2015  |                           | جو هانا      | ممثلة ثانوية    |

### البرامج الواقعية
| السنة | العنوان               | ملاحظات   |
| ----- | --------------------- | --------- |
| 2012  | ولادة فينوس           |           |
| 2013  | سيبيسي ام تي في دايري | مع نيويست |

## وصلات خارجية
- يويونغ على موقع IMDb (الإنجليزية)
- يويونغ على موقع ميوزك برينز (الإنجليزية)
- يويونغ على موقع قاعدة بيانات الفيلم (الإنجليزية)

- الموقع الرسمي